# دنیس رودریگز
دنیس رودریگز (انگلیسی: Denis Rodríguez؛ زادهٔ ۲۱ مارس ۱۹۹۶) بازیکن فوتبال اهل آرژانتین است.
از باشگاه‌هایی که در آن بازی کرده‌است می‌توان به باشگاه فوتبال ریور پلاته اشاره کرد.